# Suy giảm thị lực vỏ não
Suy giảm thị lực vỏ não (tiếng Anh: Cortical visual impairment, viết tắt là CVI) là một hình thức suy giảm thị lực gây ra bởi vấn đề của não chứ không phải do vấn đề về mắt (hội chứng sau này đôi khi gọi là "suy giảm thị lực thị giác" ("ocular visual impairment") khi được đem ra thảo luận so sánh với suy giảm thị lực vỏ não.

## Triệu chứng
- Phạm vi quan sát có thể bị giới hạn nghiêm trọng.[1] Đôi khi có một hướng nhìn nhất định làm giảm rung giật nhãn cầu, còn gọi là một "điểm vô hiệu" ("null point").[2]
- Màu sắc và độ tương phản rất quan trọng.[3]
- Xử lý hình ảnh có thể tốn nhiều công sức.[4]